# 降下猟兵

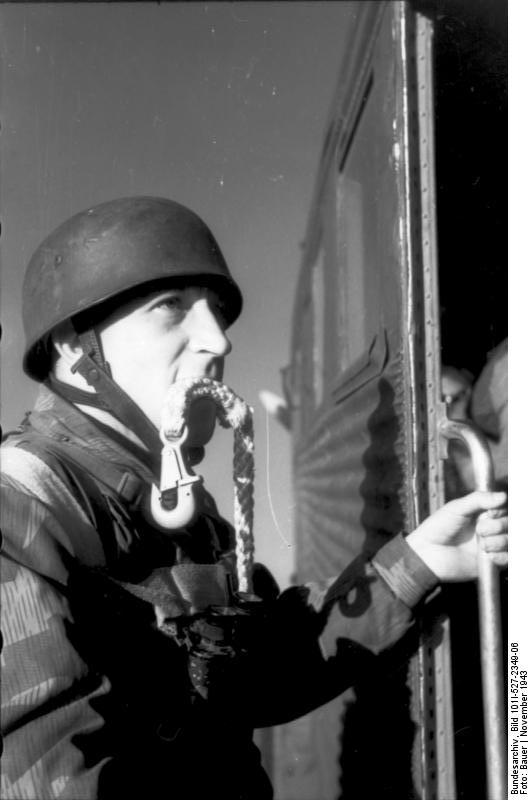
自動曳索をくわえて輸送機に乗り込まんとする降下猟兵

降下猟兵（こうかりょうへい、独: Fallschirmjäger）は、ドイツにおける空挺兵の名称。原語のFallschirmは落下傘（パラシュート）、Jägerは猟兵（軽歩兵）を意味し、ドイツ語においては自国以外の空挺兵を指す場合にも用いられる。ナチス・ドイツの降下猟兵は第二次世界大戦において初めて大規模な降下作戦を行った部隊であり、大規模な降下作戦の行われなくなった大戦中期以降は、精鋭の歩兵部隊として活躍した。その存在した全期間において、司令官はクルト・シュトゥデントであった。また、イギリス連邦やアメリカの空挺部隊とは異なり、ドイツの降下猟兵は一部の例外を除き、陸軍ではなく空軍の管轄下にあった。

## 歴史

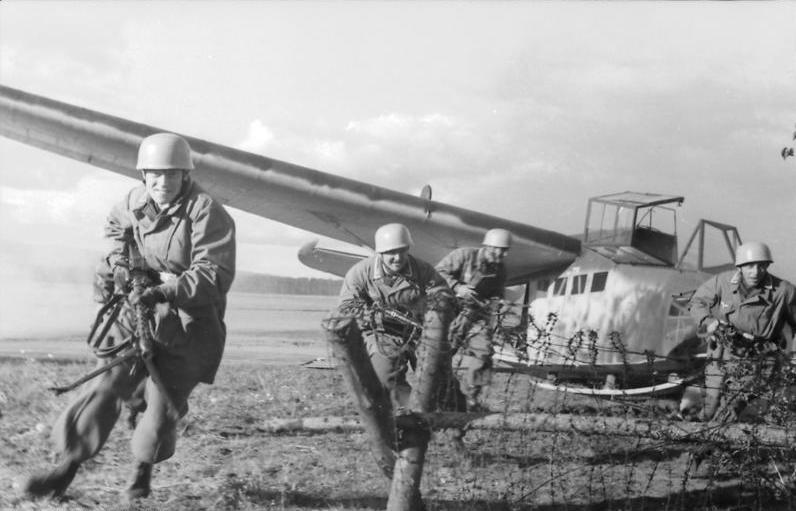
DFS230グライダーから降りて戦う降下猟兵（イタリアにおける訓練風景）

ドイツ国防軍初の空挺兵（降下猟兵）は、1936年1月29日に、ドイツ空軍（ルフトヴァッフェ）のゲネラル・ゲーリング連隊第I大隊より選抜された24名の訓練生達である。彼等は空軍が同年3月にシュテンダールに開設したパラシュート降下訓練の学校で訓練を行った。1936年10月には陸軍でも重落下傘歩兵中隊（Schwere-Fallschirminfanterie-Kompanie）の編制が決定され、1937年から空軍施設を借りて訓練が開始されている。同隊は1938年6月1日付で大隊に増強されたが、1939年1月1日付をもって空軍に移管され、第1降下猟兵連隊第II大隊に振り分けられた。戦力は、次第に拡充され、1938年9月1日には、2個連隊基幹の第7航空師団（のちの第1降下猟兵師団）が編成された。
1940年4月9日、降下猟兵部隊はデンマーク侵攻において最初の降下作戦を行った。早朝、彼らはオールボー空港を攻撃、占領した。同空港はのちのノルウェー侵攻において、ドイツ空軍の燃料補給基地として重要な役割を担うことになる。また同じ攻撃でオールボー周辺の複数の橋も占拠した。この日はマスネード（Masnedø）要塞攻撃など、デンマーク国内で他にも降下作戦が行われた。
敵との交戦があった初めての空挺攻撃は北欧侵攻初期、ノルウェー・スタヴァンゲル近くのソラ空港を奪取した際である。それに続くノルウェー戦では降下猟兵最初の敗北もあった。1940年4月14日、1個中隊がドンボス（Dombås）の村と鉄道ジャンクションに降下、ノルウェー陸軍により撃破された（ドンボスの戦い）。
後には第7航空師団の降下猟兵が再編成され、新たな空軍エリート歩兵師団群の中核となった。これらの師団には第1降下猟兵師団から順に数字が振られた。各師団は自動車化歩兵師団としての編成と装備を受け、西部戦線において時に（敵攻勢に対する）「火消し部隊」の役回りを担うことがあった。その構成部隊は、戦場では師団から分離した臨時の戦闘団編成であったり、寄せ集めの部隊や装備で編成されることもあった。これらの部隊はドイツ軍の慣習のとおり、たとえばフランス戦時の「エルトマン集団」、北アフリカのラムケ降下猟兵旅団（Fallschirmjäger-Brigade Ramcke）といったように指揮官の名前で呼ばれた。
1944年中期以降、降下猟兵は戦況の変化から降下訓練を行わないようになったが、一種の敬称として「降下猟兵」という呼称はそのまま使われた。大戦末期には降下猟兵師団は12個以上に増え、新設の師団では訓練不足で質が低下していた。これら師団の中で、第9降下猟兵師団は第二次世界大戦中にドイツで創設された最後の降下猟兵師団となった。この師団は1945年4月のベルリンの戦い中に壊滅した。なお同じ空軍所属でも、これらの降下猟兵師団とドイツ空軍野戦師団は別物である。野戦師団はドイツ空軍の余剰人員で創設された、編成・運用ともに貧弱な軽歩兵師団である。

## 作戦

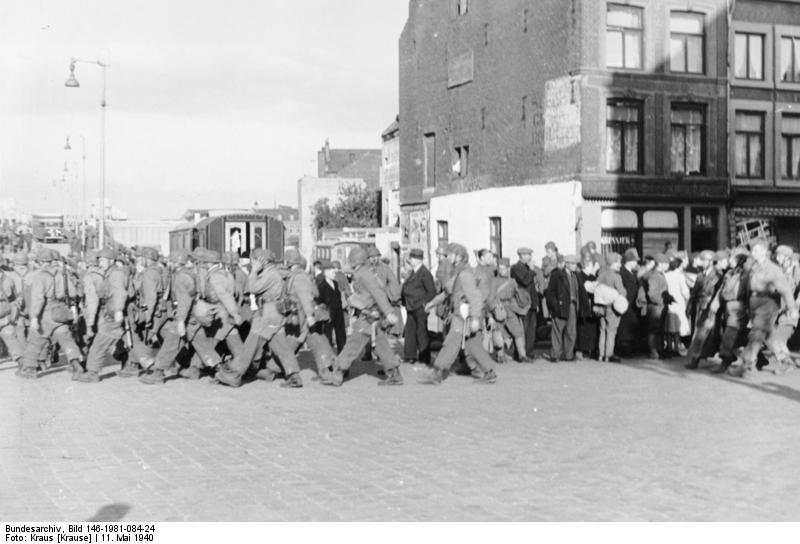
マーストリヒト市内を行軍する降下猟兵, 1940年5月

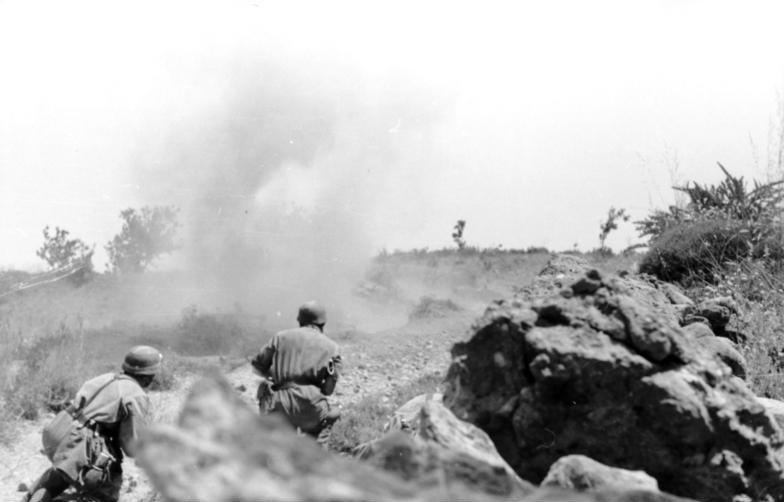
クレタ島の戦いにおける降下猟兵, 1941年5月

降下猟兵は、1940年の降下作戦によるエバン・エマール要塞の占領、北欧侵攻（ヴェーゼル演習作戦）における降下作戦、1944年のモンテ・カッシーノの戦い、ノルマンディー上陸作戦におけるカランタン防衛戦（テレビドラマ『バンド・オブ・ブラザース』に描かれた）など、多くの有名な戦闘に参加している。
降下猟兵による最も有名な降下作戦は、1941年5月のクレタ島の戦いである。第7航空師団がまるごと投入された。作戦は当初からつまずき、降下中や着地直後に撃たれ戦死する兵が相次いだ。また当時はライフルや機関銃などかさばる装備はコンテナに入れて投下していたが、兵と離れた位置に落ちてしまい、回収するまで降下猟兵は拳銃や手榴弾で戦う羽目に陥った。そして飛行場を占拠してから、ようやく輸送機で第5山岳猟兵師団の増援を送り込むことができた。激戦の末にクレタ島はなんとか占領できたが、降下猟兵は甚大な損害を被った。これを見たヒトラーは、この種の大規模の降下作戦はすでに成功の見込みが薄いと考えるようになった。しかし本作戦では降下以前に奇襲効果が失われており、それがなければ損害をもっと抑えられた可能性もある。一方連合軍も大規模な降下作戦をやる度に損害が増えたことから、大戦末期には同様の結論に達している。
1943年12月20日から28日にかけて、第1降下猟兵師団第3連隊第3大隊はイタリアのオルトナの戦いに参加した。
モンテ・カッシーノでの戦いの中、第1降下猟兵師団は通常の歩兵として行動した。枢軸軍に建物を利用される事を恐れた連合軍がモンテ・カッシーノ修道院を爆撃で破壊した結果、はからずも瓦礫でできた強固な「要塞」ができてしまった。そのため残った降下猟兵は、たび重なる突撃や厳しい砲爆撃に耐えて数ヶ月持ちこたえることができた。連合軍は降下猟兵の頑強な守備に対し「緑の悪魔」のニックネームをつけたが、彼らが側面から包囲されるのをおそれ撤退した後、ようやくポーランド軍とフランス領モロッコの部隊が修道院跡を占領した。

## 装備
降下猟兵部隊の装備は通常きわめて良好で、ドイツ軍の最も優秀な武器を供給された。彼らは全自動射撃可能の自動小銃や無反動砲、ゲルリッヒ砲を実戦で使用した最初の部隊の一つである。 

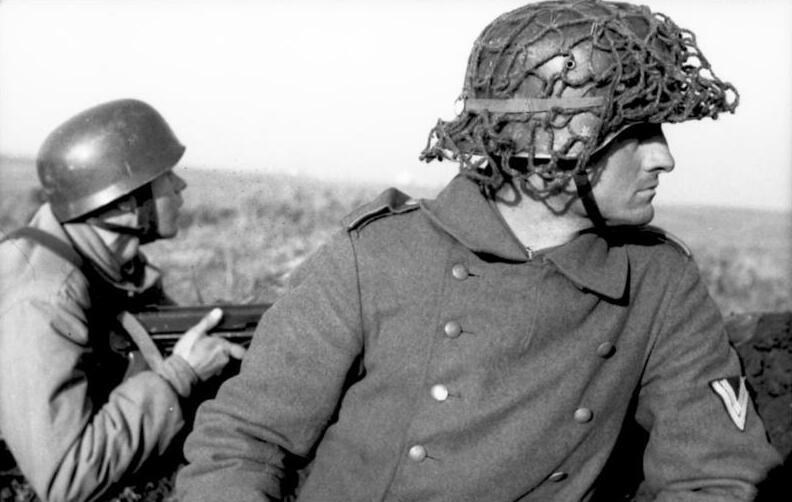
一般的なドイツ軍のヘルメット(手前)と降下猟兵用ヘルメット(奥)

また降下猟兵には、ドイツ軍の近代化されたヘルメット「シュタールヘルムM1935」を元にした専用のヘルメットが支給された。降下中にパラシュートの紐に引っかからないようにするため、外形は標準型ヘルメットから前方のひさしと側面から後面のふくらみを切り詰めた形状となり、皮革製の内装や顎紐も専用の構造に変更されていた。
降下猟兵の使用したパラシュートは、連合軍の物のように両肩のあたりでハーネスを介して吊索に繋がるのではなく、背面中央の1か所だけで吊り下げられる方式であったため、キャノピーを制御することはできなかった。装着者はスカイダイビングのようにうつぶせの姿勢を取り、体に受ける風圧を広げた手足で加減することしかできず、降下中の操縦は極めて困難であった。また飛行機から前のめりの姿勢で飛び出さなければならなかった。さらに膝と肘から着地するため、パッドを装着していても負傷率が著しく増した。

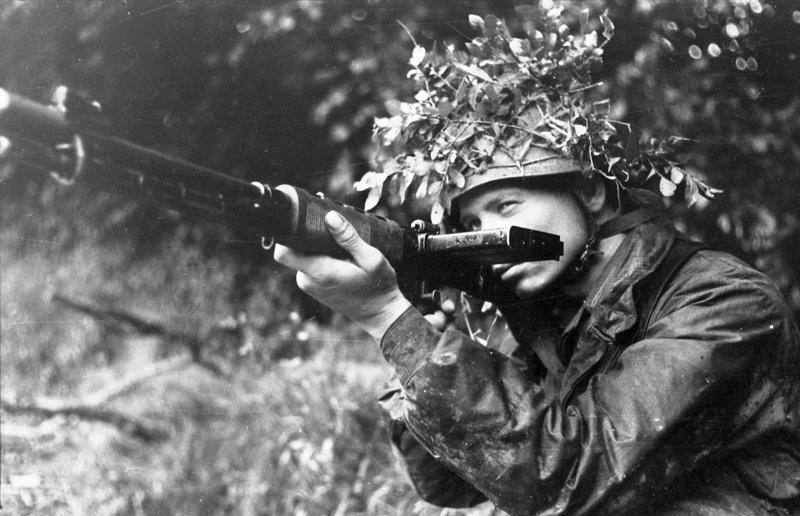
FG42を構える降下猟兵

各国の空挺兵と同様に、降下猟兵が落下傘降下時に携行できる武器・装具は少なく、ホルスターに収めた拳銃1挺と手榴弾、刃渡りの短い空挺ナイフ(Fallmesser)、信号拳銃の程度であった。ライフルその他の武器は、将兵とは別にコンテナに収納し投下されたため、回収できるまでは貧弱な武装のままだった。これに対し大戦中期以降に実戦投入された連合軍の空挺兵は、ケースに入れたライフルかサブマシンガンを携行して降下した。空挺ナイフは短めの刃が柄の中に収納されており、刃を伸ばすためのばね機構は持っていない。柄の小レバーを指で押しながら刃先を下へ向けると刃の自重で、または柄を振ると遠心力で刃が出てくる構造（グラビティーナイフ）で、折りたたみ式のピックも備え、落下傘の吊索が絡まった際に切り離したり、結び目を解くために用いられた。
この装備の問題に対し、ヘルマン・ゲーリングは小銃、短機関銃、軽機関銃の機能を統一した、しかも軽量で降下時に携行できる汎用武器の開発を指示、FG42自動小銃が作られた。これは1943年から終戦まで、少数が製造、配備された。

## ドイツ空軍降下猟兵部隊

### 大規模部隊
- 第1降下猟兵軍（Erste Fallschirmjägerarmee）
- 降下猟兵軍団
  - 第1降下猟兵軍団（I. Fallschirmjägerkorps）
  - 第2降下猟兵軍団（II. Fallschirmjägerkorps）

### 降下猟兵師団
- 第1降下猟兵師団 (1.Fallschirmjägerdivision)
- 第2降下猟兵師団 (2.Fallschirmjägerdivision)
- 第3降下猟兵師団 (3.Fallschirmjägerdivision)
- 第4降下猟兵師団 (4.Fallschirmjägerdivision) イタリア軍の落下傘師団から多くの兵士が加わっている
- 第5降下猟兵師団 (5.Fallschirmjägerdivision)
- 第6降下猟兵師団 (6.Fallschirmjägerdivision)
- 第7降下猟兵師団 (7.Fallschirmjägerdivision)
- 第8降下猟兵師団 (8.Fallschirmjägerdivision)
- 第9降下猟兵師団 (9.Fallschirmjägerdivision)
- 第10降下猟兵師団 (10.Fallschirmjägerdivision)
- 第11降下猟兵師団 (11.Fallschirmjägerdivision) 編成未完
- 第20降下猟兵師団 (20.Fallschirmjägerdivision) 編成未完
- 第21降下猟兵師団 (21.Fallschirmjägerdivision) 編成未完
- 降下猟兵訓練・補充師団(Fallschirmjäger-Ausbildungs-und-Ersatz-Division)

### 旅団および連隊
- ラムケ降下猟兵旅団
- 空挺突撃連隊 (Luftlande-Sturmregiment) 第1、第2、第3、および第4大隊からなる。
- バレンティン連隊 (Luftwaffen-Regiment Barenthin)- 他部隊から召集された兵で構成された。
- 降下突撃砲旅団 - III号突撃砲およびIV号突撃砲を装備した突撃砲部隊
  - 第11降下突撃砲旅団 (Fallschirm-Sturmgeschütz-Brigade XI)
  - 第12降下突撃砲旅団 (Fallschirm-Sturmgeschütz-Brigade XII)

- 降下猟兵教導連隊 (Fallschirmjäger-Lehrregiment)
- 降下猟兵連隊 z.b.V. (Fallschirmjäger-Regiment z.b.V.)
- ヒュプナー降下猟兵連隊 (Fallschirmjäger-Regiment Hübner)

## 空軍以外の落下傘部隊
- 武装親衛隊
  - 第500SS降下猟兵大隊（500. SS-Fallschirmjäger-Bataillon ）
  - 第600SS降下猟兵大隊（600. SS-Fallschirmjäger-Bataillon）
- 陸軍
  - 重落下傘歩兵中隊（Schwere-Fallschirminfanterie-Kompanie ）
  - ブランデンブルク連隊（Brandenburg-Regiment）
  - 第22空輸歩兵師団（22.Luftlande-Infanterie-Division）
  - 第91空輸歩兵師団（91.Luftlande-Infanterie-Division）

## ドイツ民主共和国（東ドイツ）
ドイツ民主共和国では、国家人民軍地上軍（陸軍）が唯一の降下猟兵部隊として第40航空突撃連隊を有した。この連隊の設立には旧国防軍の元降下猟兵らが関与したとされる。

## 現代のドイツ連邦軍における降下猟兵

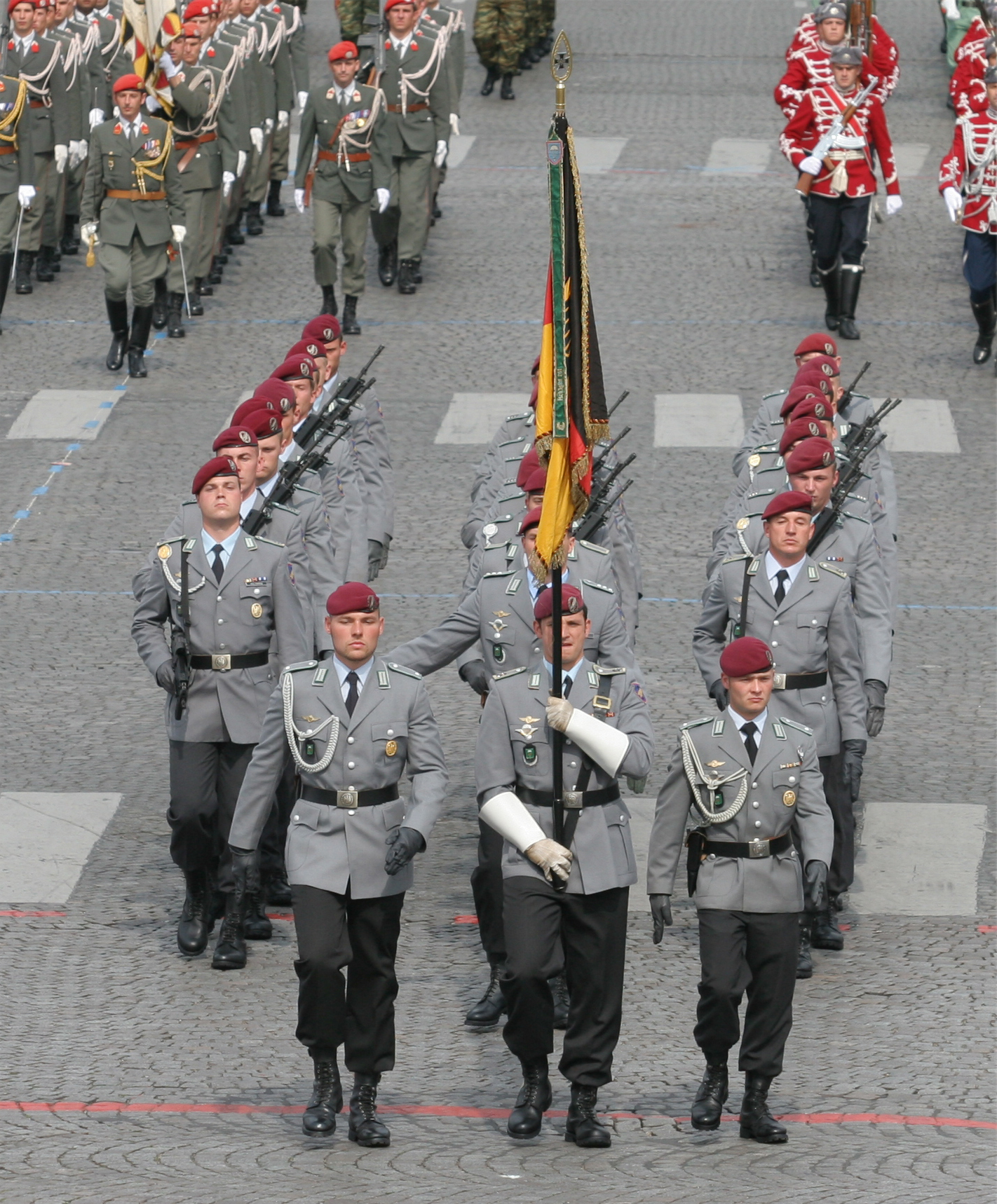
パリ シャンゼリゼ通りをパレードするドイツ連邦軍第26空挺旅団（2007年7月14日）

現代のドイツ連邦軍では降下猟兵は陸軍の管轄下にあり、2個旅団相当部隊といくつかの独立大隊・中隊によって特殊作戦師団の中核を担っている。2010年には、10,000人の兵が以下の編成で同師団を構成する予定である。
- 特殊作戦師団（Division Spezielle Operationen; DSO）
  - 師団本部中隊（Stabskompanie Division Spezielle Operationen）（駐屯地: レーゲンスブルク）
  - 第300軍楽隊（Heeresmusikkorps 300）（コブレンツ）
  - 師団空挺通信大隊（Luftlandefernmeldebattaollon DSO）（シュタットアレンドルフ）
    - 第100空挺通信中隊（Luftlandefernmeldekompanie 100）（レーゲンスブルク）
    - 第200空挺通信中隊（Luftlandefernmeldekompanie 200）（ディリンゲン）

  - 第200長距離斥候中隊（Fernspählehrkompanie 200）（プフーレンドルフ）
  - 第100空挺対空ミサイル中隊（Luftlandeflugabwehrraketenbatterie 100）（ゼードルフ）
  - 第26空挺旅団「ザールラント」（Luftlandebrigade 26 „Saarland“; LLBrig 26）（ザールロイス）
    - 旅団本部および本部付中隊（Stab und Stabskompanie LLBrig 26）（ザールロイス）
    - 第260空挺偵察中隊（Luftlandeaufklärungskompanie 260）（ツヴァイブリュッケン）
    - 第260空挺工兵中隊（Luftlandepionierkompanie 260）（ザールロイス）
    - 第261降下猟兵大隊（Fallschirmjägerbataillon 261）（レーバッハ）
    - 第263降下猟兵大隊（Fallschirmjägerbataillon 263）（ツヴァイブリュッケン）
    - 第262空挺支援大隊（Luftlandeunterstützungsbataillon 262）（メルツィヒ）

  - 第31空挺旅団「オルデンブルク」（Luftlandebrigade 31 „Oldenburg“; LLBrig 31）（オルデンブルク）
    - 旅団本部および本部付中隊（Stab und Stabskompanie LLBrig 31）（オルデンブルク）
    - 第310空挺偵察中隊（Luftlandeaufklärungskompanie 310）（ゼードルフ）
    - 第270空挺工兵中隊（Luftlandepionierkompanie 270）（ゼードルフ）
    - 第313降下猟兵大隊（Fallschirmjägerbataillon 313）（ゼードルフ）
    - 第373降下猟兵大隊（Fallschirmjägerbataillon 373）（ゼードルフ）
    - 第272空挺支援大隊（Luftlandeunterstützungsbataillon 272）（オルデンブルク、ゼードルフ）

  - 特殊作戦コマンドー（Kommando Spezialkräfte; KSK) （カルフ）

師団兵の大部分はパラシュートでの展開能力があり、全員が少なくとも空中機動可能である。この特殊作戦師団に加えて、ドイツでは（ドイツで言う）連隊規模の空中機動あるいは空中強襲部隊を編成途上にある。